# Frasso Sabino
Frasso Sabino település Olaszországban, Lazio régióban, Rieti megyében. Lakosainak száma 754 fő (2023. január 1.). Frasso Sabino Monteleone Sabino, Poggio Nativo, Poggio Moiano, Casaprota és Poggio San Lorenzo községekkel határos.

## Népesség
A település lakossága az elmúlt években az alábbi módon változott:
| Lakosok száma | 750  | 765  | 754  |
|               | 2017 | 2018 | 2023 |